# Pawlos Samios
Pawlos Samios, gr. Παύλος Σάμιος (ur. 1948 w Atenach, zm. 2021) – grecki malarz i wykładowca akademicki.

## Życiorys
Urodził się w 1948 r. w Atenach, jego ojciec był szewcem. Już w dzieciństwie malował i rysował. W młodości interesował się malarstwem religijnym i praktykował w pracowni ikon Dionisiosa Karusosa do 18. roku życia. Równocześnie uczęszczał na zajęcia z rysunku w pracowni Panosa Sarafianosa, póki nie został przyjęty na ateńską Akademię Sztuk Pięknych.
Początkowo był studentem Nikosa Nikolaou, który zajmował się rysunkiem oraz sztuką klasycznej Grecji, oraz Jannisa Moralisa, który wykładał malarstwo. Moralis uczył swoich studentów operowania światłocieniem na wzór impresjonistów. Podczas pobytu w Paryżu zetknął się z Janisem Tsaruchisem, który miał znaczący wpływ na jego wczesną twórczość.
Ozdobił freskami wiele lokalnych kościołów. Od 2000 r. był profesorem na ateńskiej Akademii Sztuk Pięknych, gdzie prowadził pracownię tradycyjnego malarstwa freskowego oraz bizantyńskich ikon i manuskryptów.